# 1991년 한국프로야구 신인 드래프트
1991년 한국프로야구 신인선수 지명회의는 지역 연고를 바탕으로 한 '1차 지명'과 지역 연고에 상관없이 지명하는 '2차 지명'으로 이루어져 있다. 그리고 쌍방울 레이더스를 위해 특별 우선 지명권 10장을 2차 지명 때 행사할 수 있게 하였다.

## 1차 지명
- 구단 순서는 A~Z, 가나다 순.

| 구단            | 성명   | 출신학교                    | 포지션 | 비고                                            |
| --------------- | ------ | --------------------------- | ------ | ----------------------------------------------- |
| LG 트윈스       | 송구홍 | 선린상업고등학교-건국대학교 | 내야수 | 前 LG 트윈스 2군 감독 (2018년)                  |
| OB 베어스       | 황일권 | 덕수상업고등학교-한양대학교 | 내야수 | 중앙고에서 덕수고로 전학 국가대표 1번 타자 출신 |
| 롯데 자이언츠   | 박정태 | 동래고등학교-경성대학교     | 내야수 | 現 KBO 육성위원 (2013년 ~ 현재)                 |
| 빙그레 이글스   | 양용모 | 천안북일고등학교-동아대학교 | 포수   | 대구상원고등학교 야구부 배터리코치              |
| 삼성 라이온즈   | 이영재 | 경북고등학교-동국대학교     | 포수   | 現 KBO 리그 심판                                |
| 쌍방울 레이더스 | 조규제 | 군산상업고등학교-연세대학교 | 투수   | 1991년 신인왕 現 제주고등학교 야구부 투수코치   |
| 태평양 돌핀스   | 전일수 | 유신고등학교-경성대학교     | 투수   | 現 KBO 리그 심판                                |
| 해태 타이거즈   | 오희주 | 광주진흥고등학교-한양대학교 | 투수   |                                                 |

※서울지역 1차 지명 우선권은 LG 트윈스에 있었음.

## 쌍방울특별우선지명
- 선수 순서는 성명을 기준으로 가나다순.

※이름에 가로줄이 그어진 것은 구단이 해당 선수에 대한 지명권을 포기했음을 의미함.
| 성명   | 출신학교                    | 포지션 | 비고 |
| ------ | --------------------------- | ------ | ---- |
| 강길룡 | 동국대학교                  | 투수   |      |
| 김경수 | 성균관대학교                | 투수   |      |
| 김기태 | 광주제일고등학교-인하대학교 | 내야수 |      |
| 김동수 | 경성대학교                  | 투수   |      |
| 김상재 | 동아대학교                  | 내야수 |      |
| 박성기 | 전주고등학교-원광대학교     | 투수   |      |
| 박진석 | 군산상업고등학교-원광대학교 | 투수   |      |
| 송인호 | 원광대학교                  | 내야수 |      |
| 정창화 | 영남대학교                  | 투수   |      |
| 정학원 | 원광대학교                  | 내야수 |      |

## 2차 지명
2차 지명 구단 순서는 1990년 리그 순위의 역순이다.
신생 구단인 쌍방울은 마지막 순서로 선수를 지명하게 되었다.
※이름에 가로줄이 그어진 것은 구단이 해당 선수에 대한 지명권을 포기했음을 의미함.
| 지명 순위 | OB                   | 롯데                 | 태평양               | 빙그레                 | 해태                   | 삼성                   | LG                     | 쌍방울                 |
| --------- | -------------------- | -------------------- | -------------------- | ---------------------- | ---------------------- | ---------------------- | ---------------------- | ---------------------- |
| 1         | 김익재 (동아대,투수) | 김태석 (경성대,투수) | 염경엽 (고려대,내야) | 김인권 (건국대,투수)   | 이종택 (한양대,외야)   | 윤용하 (동국대,외야)   | 이석구 (건국대,투수)   | 권영진 (영남대,투수)   |
| 1         | 정효형 (영남대,투수) | 김태석 (경성대,투수) | 염경엽 (고려대,내야) | 김인권 (건국대,투수)   | 이종택 (한양대,외야)   | 윤용하 (동국대,외야)   | 이석구 (건국대,투수)   | 권영진 (영남대,투수)   |
| 2         | 노춘섭 (단국대,투수) | 전준호 (영남대,외야) | 주경업 (고려대,외야) | 임주택 (경성대,외야)   | 박붕근 (인천전문,외야) | 이창근 (인하대,포수)   | 강진규 (연세대,포수)   | 박기택 (인하대,외야)   |
| 3         | 권영일 (중앙대,투수) |                      | 백성진 (동국대,내야) | 김기열 (동국대,투수)   |                        | 손정우 (영남대,내야)   | 나진균 (영남대,외야)   | 김기덕 (한양대,투수)   |
| 4         | 구교록 (동아대,투수) |                      | 김병주 (동아대,내야) | 김석연 (동아대,외야)   |                        | 조기흠 (인천전문,내야) | 김기덕 (한양대,투수)   | 고승훈 (성균관대,외야) |
| 5         | 이병우 (대구고,투수) |                      | 김홍기 (동국대,외야) | 조은상 (고려대,내야)   |                        | 장인태 (영남대,투수)   | 소순배 (동국대,내야)   | 최준호 (인하대,투수)   |
| 6         | 박천유 (중앙대,내야) |                      | 김성우 (중앙대,투수) | 박승국 (단국대,외야)   |                        | 이상범 (대구고,투수)   | 안종호 (성균관대,투수) | 배신호 (원광대,포수)   |
| 7         |                      |                      | 최동욱 (동아대,투수) | 이재근 (동국대,외야)   |                        | 이창대 (한양대,외야)   |                        | 유호 (중앙고,포수)     |
| 8         |                      |                      | 정재준 (인하대,내야) | 신현대 (성균관대,투수) |                        |                        |                        | 강남규 (영남대,외야)   |
| 9         |                      |                      | 최창식 (한양대,내야) | 이경진 (성균관대,내야) |                        |                        |                        |                        |
| 10        |                      |                      | 이변직 (경희대,내야) |                        |                        |                        |                        |                        |